# اسکار هرمن
اسکار هرمن (کرواتی: Oskar Herman; ۱۷ مارس ۱۸۸۶ – ۲۲ ژانویهٔ ۱۹۷۴) نقاش اهل کرواسی بود.